# Sideritis linearifolia
Sideritis linearifolia là một loài thực vật có hoa trong họ Hoa môi. Loài này được Lam. miêu tả khoa học đầu tiên năm 1786.